# Arthur Christie
Arthur Christie, né en 1921 et mort en 2003, est un expert en explosifs britannique. Le 22 avril 1940, en raison de son expertise, il fut détaché  de l’armée au MI (R) (basé à Aston House, Stevenage), qui sera baptisé la boîte de jouets de Churchill. En juillet 1940, à la création du Special Operations Executive par Churchill, le MI (R) en a formé l’une des composantes initiales. Ainsi Arthur Christie en est l'un des membres fondateurs.
Source : article de Wikipédia en anglais (18 octobre 2007)